# Fuera del tiempo
Fuera del tiempo es el séptimo disco de la banda argentina de rock alternativo El Otro Yo. Contiene 19 canciones que fueron compuestas en el estudio de Temperley. El álbum fue grabado en Estudios Panda, con la producción de Billy Anderson. Para este disco se incorpora oficialmente en guitarra Gabriel Guerrisi. Anteriormente pasó por bandas como Los Brujos, Babasónicos, Juana La Loca y colaboró en los proyectos solistas de Alejandro Alaci y Daniel Melero.

## Lista de canciones
1. Apocalipsis
2. Cometa
3. Corazones
4. Denso
5. Delirio universal
6. Amor fuego
7. Fuera del tiempo
8. Hoy te espero
9. Sensación especial
10. Alma gemela
11. Locomotora
12. Crazy
13. Neutro
14. El final del planeta
15. Despedida de arroz
16. Sádico
17. Armas de destrucción
18. Tiki-tiki nowa
19. Volcán